# 밥 레이놀즈
로버트 앨런 레이놀즈(Robert Allen Reynolds, 1947년 1월 21일~)는 미국의 프로 야구 선수이다. 1969년부터 1975년까지 메이저 리그 베이스볼(MLB)에서 구원 투수로 뛰었다. 우투우타였으며, 선수 시절 183cm와 92kg의 체격을 지녔었다. 시속 100마일이 넘는 공을 던질 수 있어 "불릿"(Bullet, 총알)이라는 별명으로 불리기도 했다.

## 선수 경력
미국 워싱턴주 시애틀에 있는 잉그래엄 고등학교 출신의 레이놀즈는 1966년 메이저 리그 베이스볼 드래프트에서 1라운드 전체 18순위로 샌프란시스코 자이언츠의 지명을 받았다. 이후 1968년 메이저 리그 베이스볼 확장 드래프트에서 신생팀 몬트리올 엑스포스의 지명을 받았다.
1969년 9월 19일 필라델피아 필리스와의 경기에서 메이저 리그 데뷔전을 치렀는데, 선발투수로 나서 1+1⁄3이닝 동안 3피안타 3볼넷 6실점(3자책)을 기록한 뒤 강판되었다. 이 경기가 몬트리올 엑스포스 소속으로 치른 유일한 경기였으며, 이후 세인트루이스 카디널스, 밀워키 브루어스, 볼티모어 오리올스, 디트로이트 타이거스, 클리블랜드 인디언스를 거쳤다.
볼티모어 시절이던 1973년 시즌에 42경기에 출전해 111이닝 동안 7승 5패, 9세이브, 평균자책점 1.95, 77탈삼진 등을 기록하며 가장 준수한 성적을 거뒀다. 이듬해인 1974년에도 54경기에 출전해 69+1⁄3이닝을 소화하며 7승 5패, 7세이브, 평균자책점 2.73, 43탈삼진을 기록했다. 또한 두 해 모두 아메리칸 리그 챔피언십 시리즈에도 출전했다.
메이저 리그 통산 6시즌 동안 140경기에 출전해 254+2⁄3이닝 동안 14승 16패, 21세이브, 평균자책점 3.15, 167탈삼진을 기록했다. 메이저 리그를 떠난 후에는 멕시칸 리그와 일본 프로 야구의 다이요 웨일스 등지에서 선수 생활을 이어갔다.